# Юрген Махо
Юрген Махо (на немски: Jürgen Macho) е роден на 24 август 1977 г. във Виена, Австрия. Той е австрийски футболист на поста вратар и играе за националния отбор на страната. Титулярен страж на отбора за Евро 2008. Свободен агент.

## Статистика
- 22 мача за АФК Съндърланд (2000 – 2003)
- 0 мача за ФК Челси (2003 – 2004)
- 8 мача за СК Рапид Виена (2004)
- 54 мача за 1. ФК Кайзерслаутерн (2005 – 2007)
- 17 мача за АЕК Атина (2007 – 2009)